# Заславщина в особах
Люди, які народились, відвідували або мешкали у Ізяславі, ширше Заславщині:

## А
- Іван Андрощук — поет, письменник-фантаст
- Юрій Андрухович — поет, письменник, бард
- Ан-ський, Семен — єврейський письменник, етнограф, громадський діяч
- Володимир Антонович — історик, археолог, громадський і політичний діяч

## Б
- Сергій Бабич — радянський дисидент
- Ян Бейзим — священик, мученик, місіонер
- Лейб Белоховський — єврейський релігійний діяч, реформатор хасидизму
- Данило Братковський — поет, громадський діяч
- Яків Бусел — політик, член проводу ОУН, один із засновників Народно-визвольної революційної організації

## В
- Грицько Відорт — бард
- Каєтан Відорт — бард
- Див. згадку у статті "Торбан"
- Тарас Возняк — культуролог, політолог, редактор

## Г
- Сергій Гамченко — археолог
- Натан Ганновер — єврейський богослов, проповідник, мемуарист, містик
- Семен Гаюк — священик
- Маврицій Гославський — польський поет

## Д
- Володимир Даль — російський письменник, лексикограф, етнограф
- Харитон Довгалюк — письменник
- Ігор Доценко — барабанник відомої російської рок-групи «ДДТ»
- Мар'ян Дубецький — польський історик, громадський діяч

## Є
- В'ячеслав Єзерський — російський письменник
- Мілій Єзерський — російський письменник
- Леонід Ємець — український правознавець і політик.

## Ж
- Микола Жданов — генерал-хорунжий армії УНР
- Павло Жолтовський — мистецтвознавець
- Марія Жадановська — громадська і політична діячка, демократка

## З
- Анастасія Заславська — княгиня, церковна діячка, фундаторка «Пересопницького» євангелія
- Владислав Домінік Заславський-Острозький — князь, політик
- Кузьма Заславський — князь, громадський і політичний діяч
- Олександр Янушович Заславський — князь, інтелектуал
- Якоб Зассловер — єврейський богослов, мазорит
- Василь Зінкевич — естрадний співак

## К
- Станіслав Кардашевич — історик
- Арон Каценелінбойген — радянський і американський економіст, філософ і публіцист
- Станіслав Кіркор — польський лікар-ветеринар
- Георгій Кірпа — політик, транспортник
- Гуґо Коллонтай- польський політик, просвітник
- Тадеуш Костюшко — польський і білоруський військовий і політичний діяч, учасник Війни за незалежність США, організатор антиросійського повстання у Польщі 1794 року, національний герой Польщі і США
- Михайло Коцюбинський — письменник, громадський діяч
- Михайло Кривинюк- філолог
- Олександр Кузьмук — політик і військовий
- Вацлав Крушевський — волинський городничий

## Л
- Георгій Лукомський — мистецтвознавець, художник
- Галина Левицька — дитяча письменниця

## М
- Якуб Мадлайн — архітектор
- Василь Матвійчук — спортсмен, бігун
- Валентина Матвієнко — російський політик
- Олексій Мурженко — радянський дисидент

## Н
- Євген Наконечний — архітектор, мистецтвознавець
- Юліан Урсин Нємцевич — річпосполитський драматург, повістяр, поет, мемуарист, масон

## О
- Микола Обезюк — скульптор
- Йозеф Островський — художник
- Костянтин Острозький — князь, полководець, політик
- Наполеон Орда — польський літератор, композитор, музикант, художник
- Фридерик Опіц — архітектор

## П
- Вільгельм Пік — німецький політичний діяч, комуніст
- Мирослав Попович — філософ
- Галина Пундик — шаблістка, олімпійська чемпіонка

## Р
- Григорій Равчук — музейник, краєзнавець
- Арсен Річинський — церковний і громадський діяч, пластун, лікар
- Ігор Римарук — поет, редактор
- Димитрій (Рудюк) — церковний діяч

## С
- Анеля Санґушківна — княгиня, політик
- Барбара Санґушкова — поетеса, перекладачка, філантропка
- Олександр Януш Санґушко — князь, який зруйнував Острозький майорат
- Павло Карл Санґушко — князь, політик
- Петро Саранчук — радянський дисидент
- Джон Сміт — англійський колоніст Америки, мандрівець, вояк
- Герась Соколенко — поет
- Володимир Сокирко — театральний актор
- Олекса Стефанович — письменник
- Тадеуш Єжи Стецький — історик, краєзнавець
- Ярослава Стецько — політик, журналістка
- Володимир Стецюк — геоморфолог, геоеколог

## Т
- Борис Тарасюк — політик, дипломат
- Павло Тичина — поет, перекладач, публіцист
- Олег Тягнибок — лікар, політик

## Ф
- Паоло Фонтана — архітектор
- Моше Фенделькрайз — ізраїльський фізик

## X
- Ян Хенцінський — польський письменник, актор і театральний режисер.
- Микола Хіцінський — журналіст, суспільний активіст.
- Юзеф Ґжеґож Хлопіцький — польський військовий діяч, один з провідників Листопадового повстання.

## Ц
- Цві Цур — ізраїльський військовий і державний діяч

## Ч
- Дмитро Чигринський — футболіст
- Павло Чубинський — етнограф, фольклорист, поет, громадський діяч

## Ю
- Віктор Ющенко — політик, 3-й Президент України